# 莫頓鎮區 (密歇根州)
莫頓鎮區（英語：Morton Township）是位於美國密歇根州米科斯塔縣的一個行政鎮區。

## 地方資料
莫頓鎮區的面積為92.30平方千米，當中陸地面積為85.60平方千米，而水域面積為6.70平方千米。根據2020年美國人口普查的數據，當地共有人口4426人，而人口密度為每平方千米47.95人。